# Lagarosiphon muscoides
Lagarosiphon muscoides là một loài thực vật có hoa trong họ Hydrocharitaceae. Loài này được Harv. mô tả khoa học đầu tiên năm 1842.